# Podoscypha fulvonitens
Podoscypha fulvonitens är en svampart som först beskrevs av Miles Joseph Berkeley, och fick sitt nu gällande namn av D.A. Reid 1965. Podoscypha fulvonitens ingår i släktet Podoscypha och familjen Meruliaceae.   Inga underarter finns listade i Catalogue of Life.